# Frisbee (canal de televisión)
Frisbee es un canal de televisión italiano dirigido especialmente a un público infantil y juvenil (entre 4-17 años). Fue concebido como canal hermano de K2 y pertenece a Warner Bros. Discovery.
El canal se encuentra disponible en abierto en la Televisión digital terrestre italiana y operadores de televisión por satélite.

## Programación[3]
- Curioso come George
- Floopaloo
- Go, Dog. Go!
- Gus - Mini-maxi cavaliere
- Madagascar: i 4 dell'oasi selvaggia
- Oggy e i maledetti scarafaggi
- Yoko

## Programación en el pasado
| - 3 mostri in famiglia - 5 gemelli diversi - 6Teen - 8 semplici regole - A New Kind of Magic - A tutto reality: l'isola - Babar e le avventure di Badou - Bad Dog - Barbie Dreamtopia - Bloopies - Capitan Flamingo - Cry Babies Magic Tears - Dinocity - Dragon Booster - Doki - Due fantagenitori - Gli orsetti del cuore - Benvenuti a Tantamore - Gli orsetti del cuore e i loro cugini - Hamtaro - Il trenino Thomas - Iznogud - Keroro - La cittadina canterina - La mia babysitter è un vampiro - La nuova famiglia Addams - Le avventure di Sonic - Lilybuds - Little People - L'Uomo Ragno e i suoi fantastici amici - Mamma, Jamie ha i tentacoli! - Me e te - MegaMan NT Warrior - Mirmo - Miss Moon - Miss Reality - Miss XV - Le fantastiche avventure di Moka - Mr. Bean - My Dad the Rock Star - Mr. Young - Non può essere! - Papà e mamma sono alieni - Piccoli Brividi - Pokemon - Pucca - Rainbow High - Ranger Rob - Sabrina: la mia vita segreta - Sorriso d'argento - Soy Luna - Stoked - Surfisti per caso - Super Benny - Super Monsters - Tartarughe Ninja - L'avventura continua - The Super Mario Bros. Super Show! - Transformers Armada - Tree fu Tom - Trolls: Trollstopia - Tutenstein - Un lupo mannaro americano a scuola - Vera e il regno dell'arcobaleno - W.I.T.C.H. - Zack & Quack |